# Židovský hřbitov Dębowa
Židovský hřbitov Dębowa, polsky Cmentarz żydowski w Dębowej nebo Cmentarz żydowski w Kędzierzynie-Koźlu, je zaniklý židovský hřbitov. Nacházel se nedaleko jezera Dębowa u vesnice Dębowa (gmina Reńska Wieś, okres Kandřín-Kozlí, Opolské vojvodství) v mezoregionu Ratibořská kotlina a v historickém regionu Horní Slezsko v Polsku.

## Historie a popis místa
Židovský hřbitov Dębowa byl založen 11. listopadu 1814 židovskou obcí v Koźle a má rozlohu cca 0,29 ha a leží u silnice na ulici Spacerowa. Nejstarší dochovaný náhrobek patří tříleté dívce s neznámými německými jmény a židovským jménem Fejga, která zemřela 30. ledna 1826. Hřbitov byl místem posledního odpočinku Židů žijících v okolí (Kandřína-Kozlí, Kobylice, Reńska Wieś a Stare Koźle). Dne 7. března 1864 byl areál hřbitova rozšířen. Zřejmě byl využíván až do června 1942 – do deportace Židů z Koźle do Gliwic, kteří několik měsíců před deportací museli bydlet na hřbitovech. Ve druhé polovině roku 1941 bylo kovové oplocení rozebráno a nahrazeno drátěným plotem. Byl to pravděpodobně jediný zásah německých úřadů do struktury hřbitova a hřbitov přežil druhou světovou válku téměř bez úhony. Po druhé světové válce byl hřbitov Polskem převzat jako bývalý německý a opuštěný majetek. V rámci odgermanizování západních území byla v roce 1948 z náhrobků odstraněna většina německojazyčných nápisů. Později začalo další rabování a devastace. Až opatření z roku 2020, spojená s novým oplocením, základní údržbou a dobrovolnickou prací, zastavila další degradaci hřbitova. Do dnešních dnů se dochovaly pouze fragmenty náhrobků.

## Další informace
Hřbitov není veřejně přístupný a u něj se nacházejí 3 informační tabule s textem v polštině, němčině a angličtině.

## Galerie

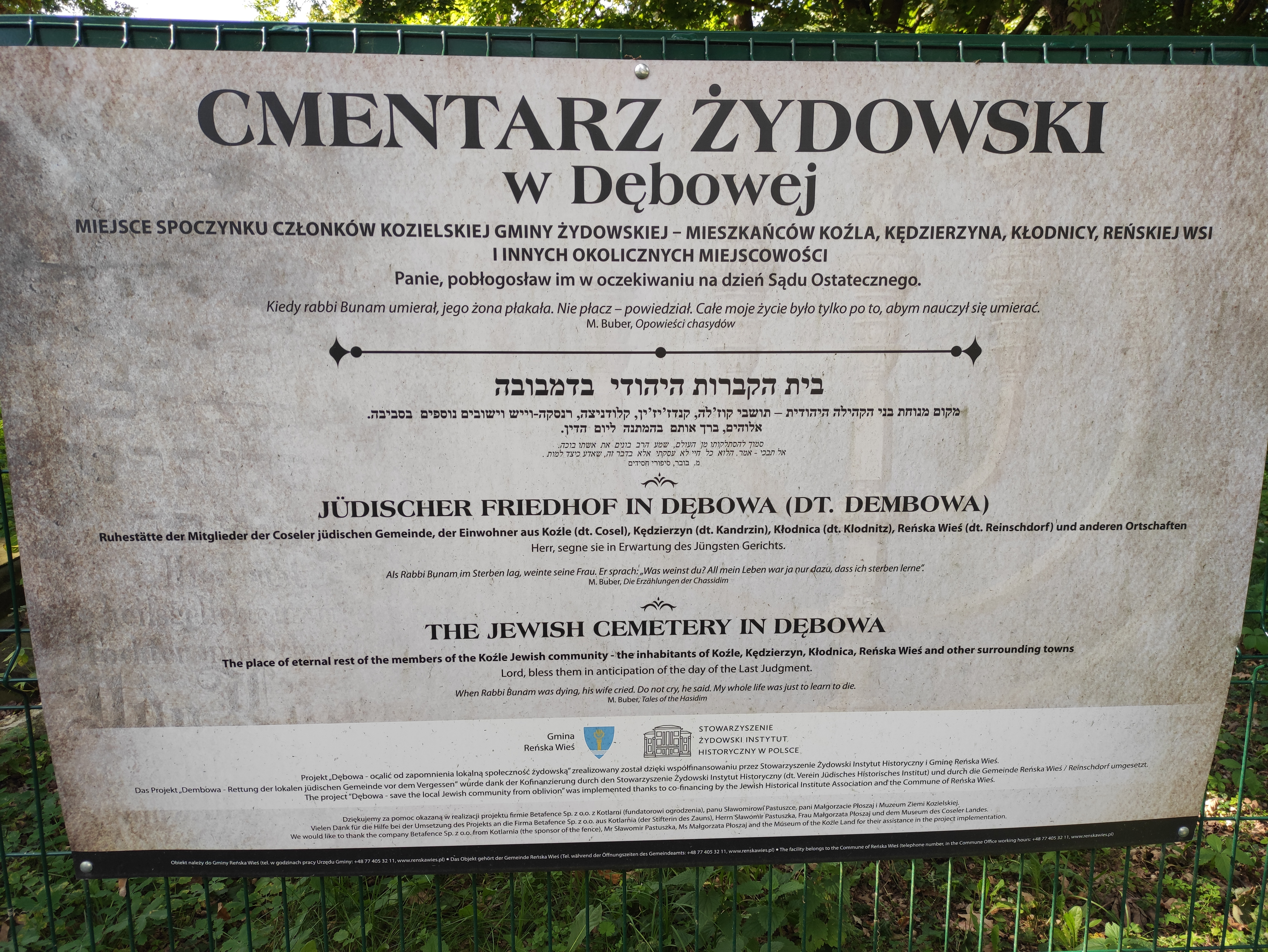
Informační panel na místě
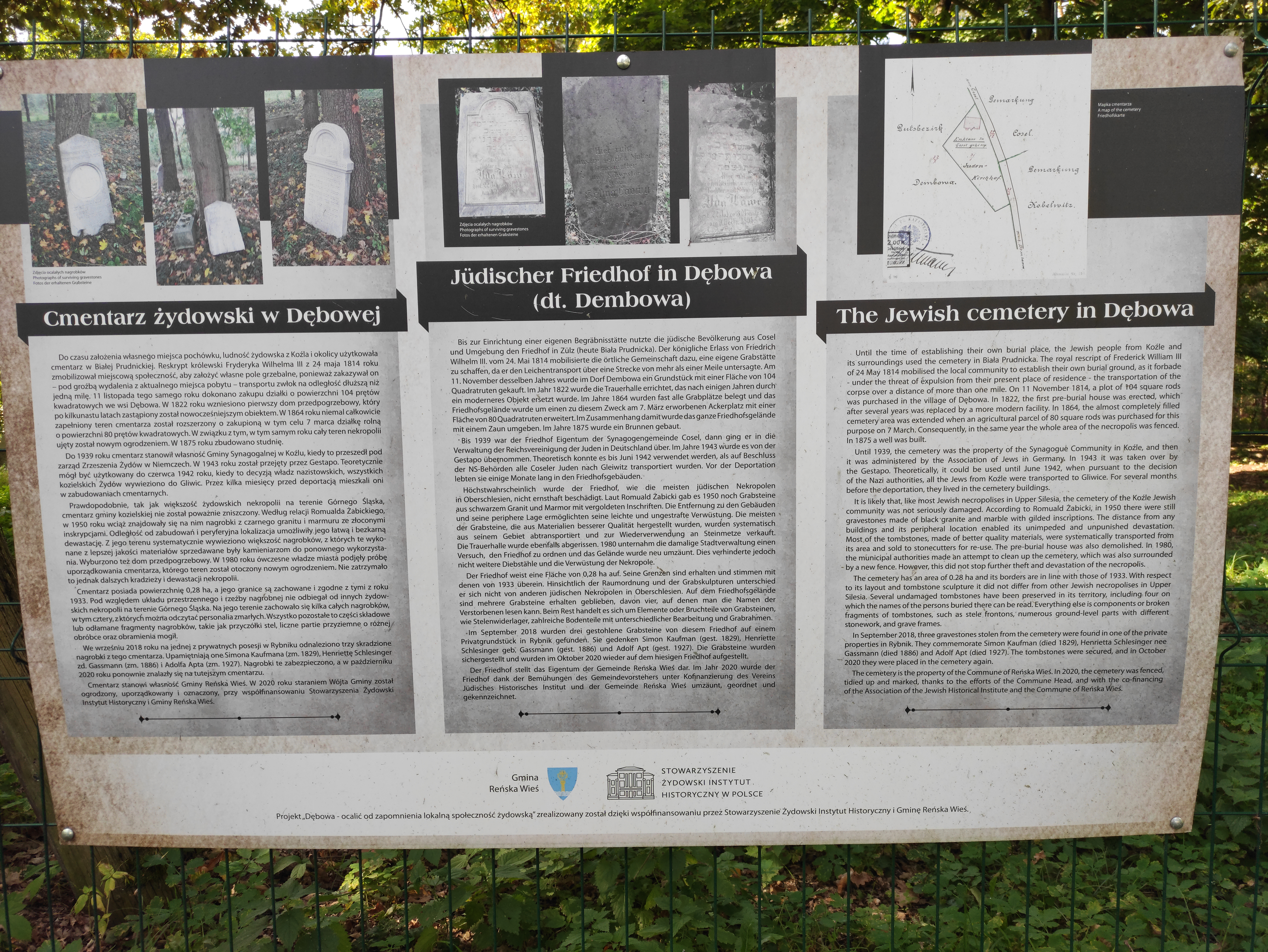
Informační panel na místě